# Vanua Levu
Vanua Levu is het op een na grootste eiland in Fiji en het grootste van de Vanua Levugroep. Het is 5.538 km² groot en het hoogste punt is 1111 m. Op het eiland wonen ongeveer 130.000 mensen, vooral in de steden Labasa en Savusavu. Rondom het eiland bevinden zich koraalriffen.
Op het eiland, vooral in het noorden, wordt suiker geproduceerd. Ook kopra is een belangrijk gewas.

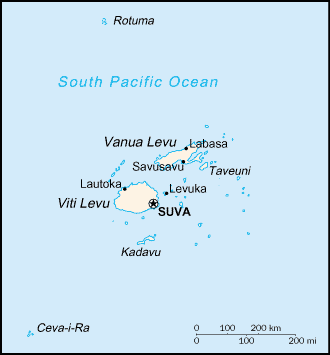
Fiji-archipel.
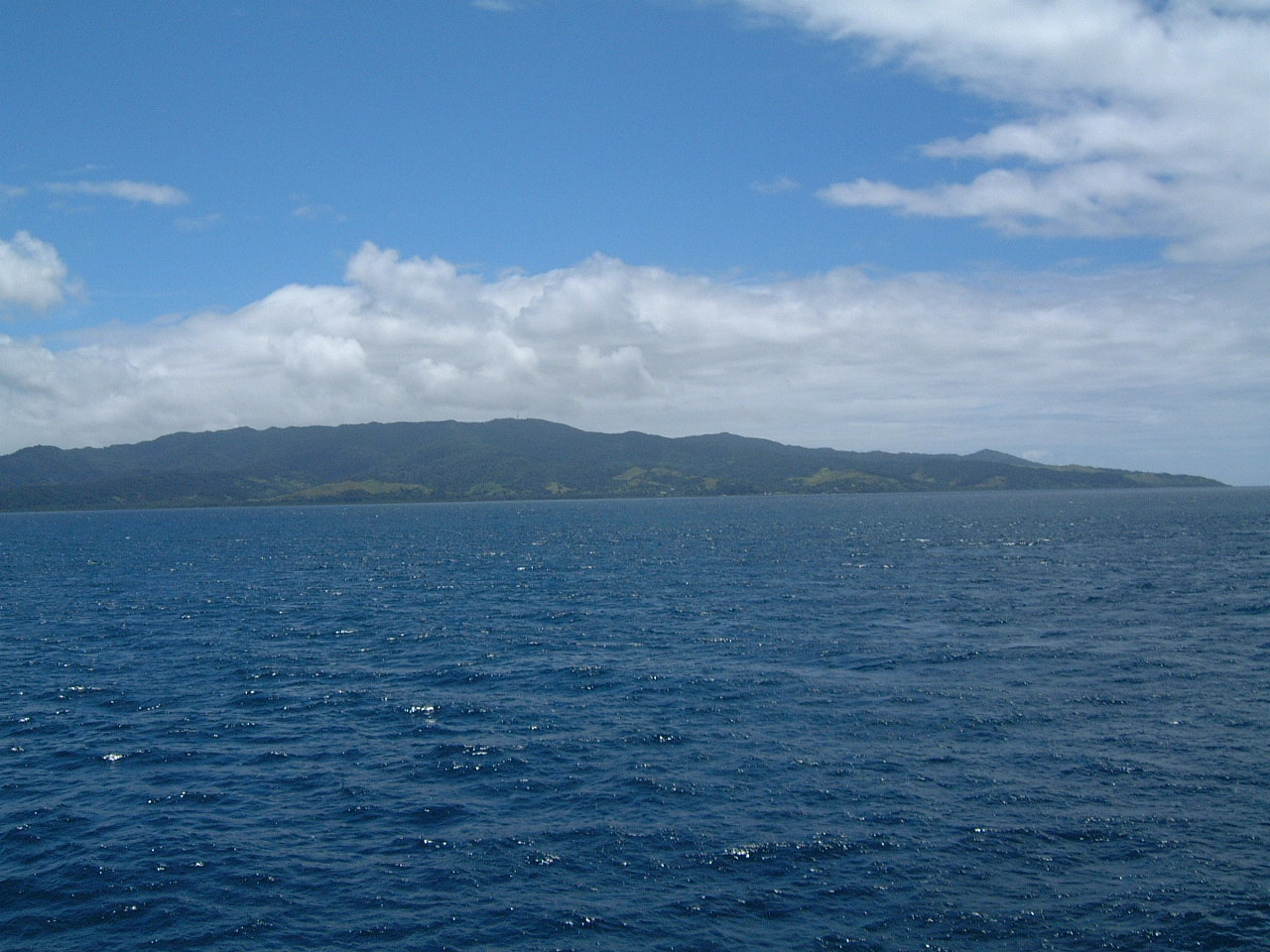
Vanua Levu.

## Fauna
Er komen 106 soorten vogels voor in Noord-Fiji waarvan 12 soorten staan op de Rode Lijst van de IUCN, 1 soort is uitgestorven en twee vogelsoorten zijn geïntroduceerd.
De volgende zoogdieren komen er voor: Indische mangoeste (Herpestes auropunctatus), Wild zwijn (Sus scrofa),  Polynesische rat (Rattus exulans) (alle drie geïntroduceerd) en de vleerhonden Notopteris macdonaldi, Pteropus samoensis en  tongavleerhond (Pteropus tonganus) en de vleermuis Chaerephon bregullae.